# ۱۰۶۷ (خورشیدی)
۱۰۶۷ هزار و شصت و هفتمین سال هجری خورشیدی است.

## زادگان
- ۲ آذر -  نادرشاه افشار محل تولد در دستجرد درگز ،  (محرم ۱۱۰۰ هجری قمری).

## درگذشتگان
(درگذشت: ۱۱۲۶)، در قوچان خراسان